# Selkäsaari och Pappilanhieta
Selkäsaari och Pappilanhieta med Luhtasaari är en ö i Finland. Den ligger i Torne älv och i kommunen Övertorneå och landskapet Lappland, i den norra delen av landet, 700 km norr om huvudstaden Helsingfors. Öns area är 1,4 kvadratkilometer och dess största längd är 3,4 kilometer i sydöst-nordvästlig riktning.